# ヴェルフナヤ・アムガ
ヴェルフナヤ・アムガ（ロシア語: Верхняя Амга、サハ語: Үөһээ Амма）は、ロシア連邦のサハ共和国、アルダン地区に位置する農村集落である。

## 概要
アムガ川の右岸に位置し、アルダンの中心部から北東に181km、トンモトから104km。
アムール・ヤクーツク道路（現:連邦高速道路M56（A360 "レナ"））建設のための基準点として1938年に建設された。2010年の国勢調査では、定住人口は27人。
1980年にアムガ川を渡る道路橋が完成し、2008年12月8日には鉄道橋で運転を開始した。

## 人口
| 人口 | 人口 | 人口 |
| 1989 | 2002 | 2010 |
| ---- | ---- | ---- |
| 200  | 19   | 27   |

## 交通
連邦高速道路M56（A360 "レナ"）が通っているほか、およそ2kmの南にアムール・ヤクーツク鉄道のアムガ駅がある。

## ギャラリー

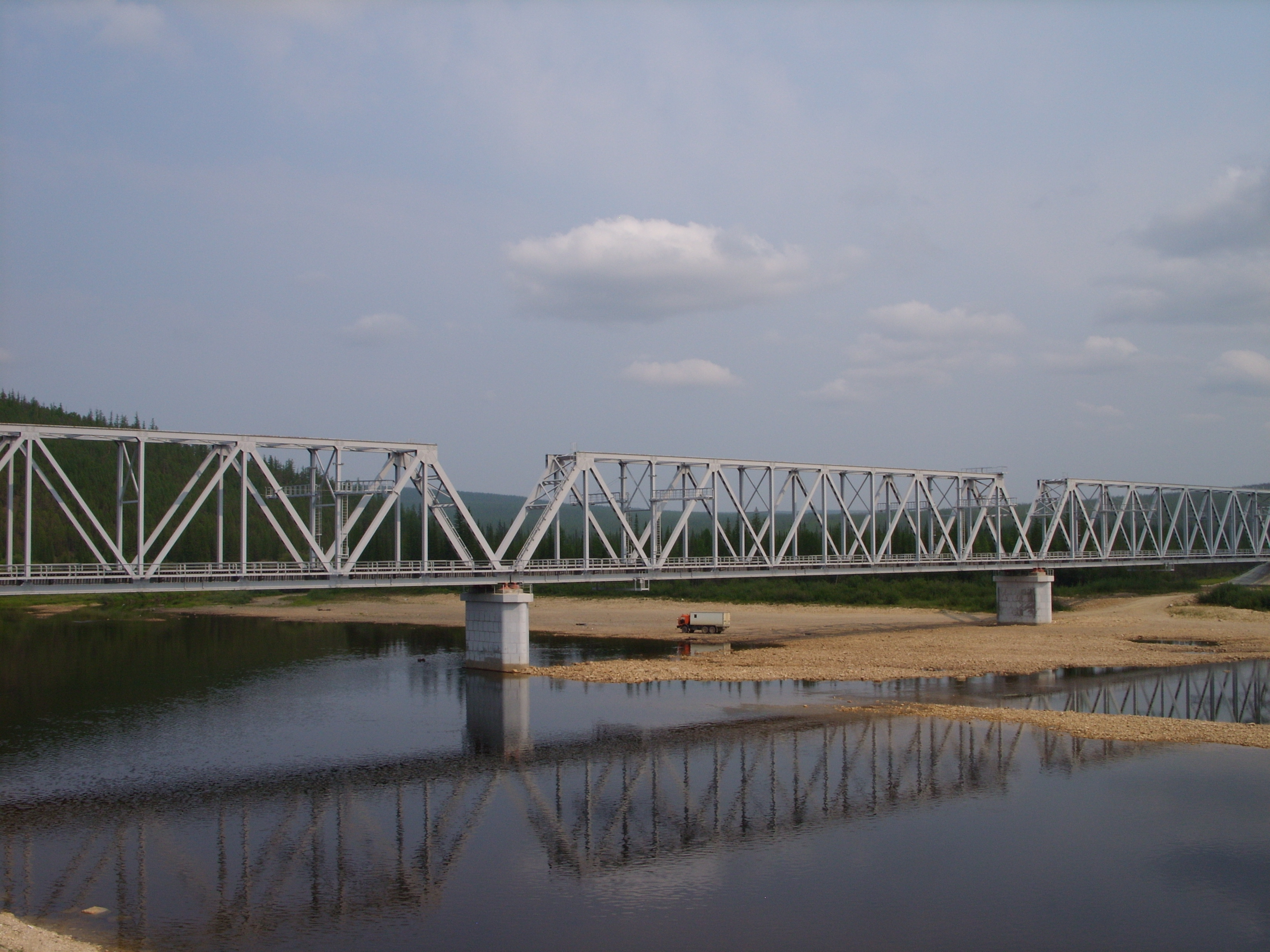
鉄道橋
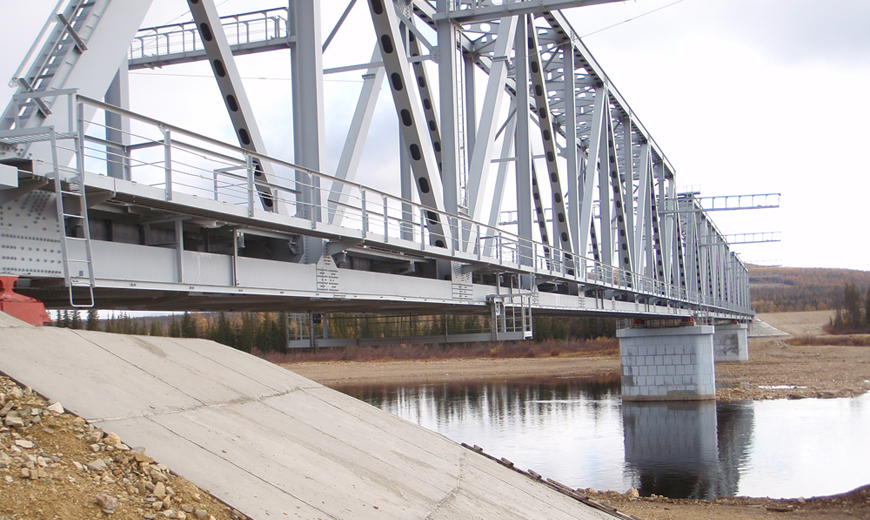
鉄道橋
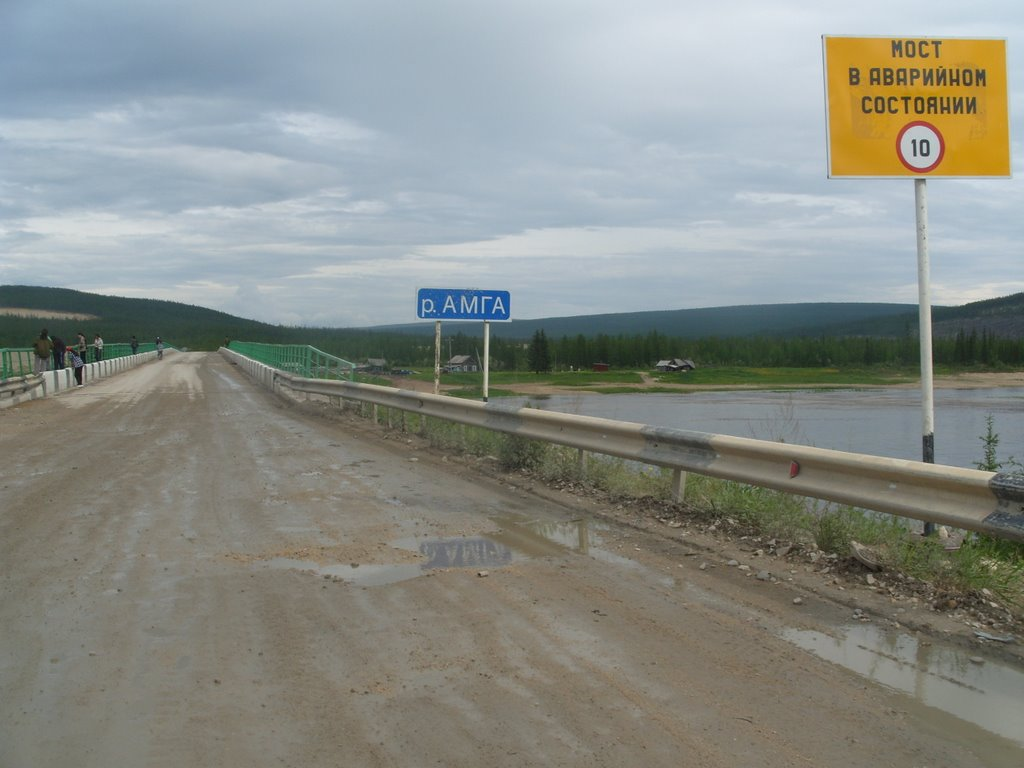
道路橋
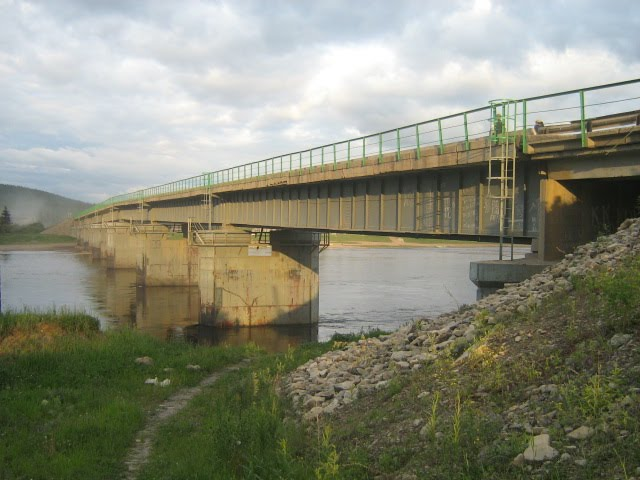
道路橋